# Dag van het natuurgroen
Dag van het natuurgroen (Japans: みどりの日, Midori no hi) is een officiële feestdag  in Japan en wordt gevierd op 4 mei. Van 1989 tot 2006 werd deze dag op 29 april gevierd. 
De Wet op de officiële feestdagen (祝日法, Shukujitsu-hō) noemt de doelstelling van deze dag "te verbroederen met de natuur, alsmede dankbaar te zijn voor haar weldaden, en een geest van grootmoedigheid te cultiveren." Deze feestdag leidt traditioneel het begin van de "Gouden Week" in.
Op 29 april werd aanvankelijk de verjaardag van keizer Hirohito gevierd, een dag die pas in 1948 bij uitvoeringsbesluit als 's Keizers geboortedag (天皇誕生日, Tennō tanjōbi ) tot een officiële feestdag werd vastgelegd. Memorerend aan de natuurzin van de keizer en aan de periode van het jaar die zowat met de bloeitijd van het eerste lentegroen samenvalt, werd de feestdag na diens dood in 1989 tot Dag van het natuurgroen herdoopt.
In 2007 werd deze dag verplaatst van 29 april naar 4 mei werd, 29 april werd hernoemd tot Shōwa-dag, als referentie aan de ambtsperiode en postume naam van keizer Hirohito.